# Tunnel Tiergarten Spreebogen
Der Tunnel Tiergarten Spreebogen, kurz TTS, ist ein Straßentunnel in Berlin, der die Spree südlich des Hauptbahnhofs und dann den Tiergarten im Zentrum Berlins unterquert.

## Verlauf

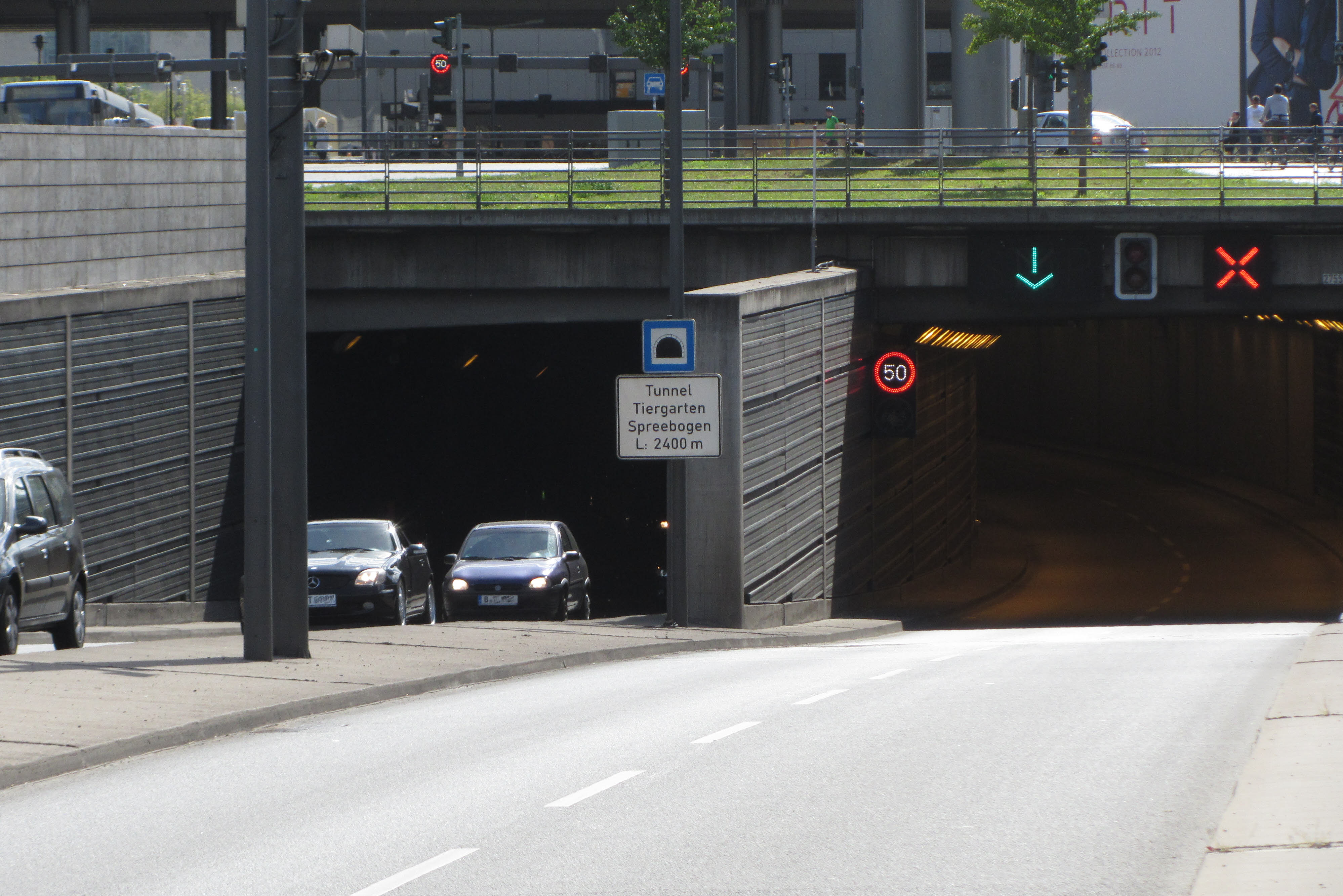
Nordportal

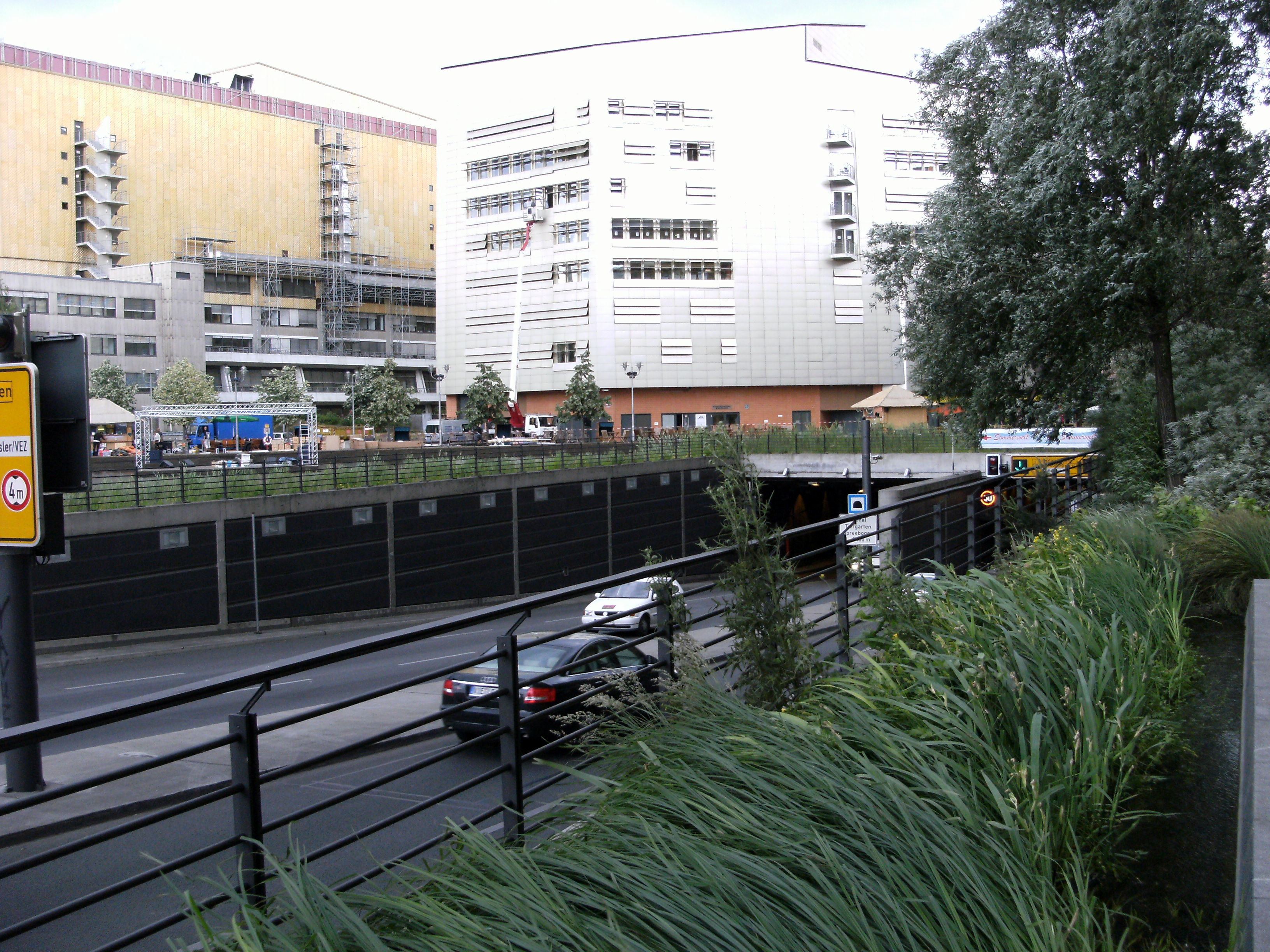
Südportal

Der Straßentunnel ist 2392 m lang.
Er ist als rechteckiges Rahmenbauwerk mit zwei – durch eine Mittelwand getrennte – Röhren ausgebildet. Jede Röhre ist im Regelquerschnitt 10,50 m breit und nimmt zwei Fahrstreifen, einen Nothaltestreifen sowie zwei Notgehwege auf. In seinem Verlauf sind fünf Notausstiege angeordnet.
Der Tunnel beginnt im Norden mit einer Zufahrt an der Minna-Cauer-Straße, die als Fortsetzung der Heidestraße zusammen mit dem Tunnel neu errichtet wurde. Es folgt eine nach Süden gerichtete Teilanschlussstelle an der Invalidenstraße. Im weiteren Verlauf unterquert der Tunnel den Hauptbahnhof und die Spree, führt unterirdisch am Kanzleramt vorbei und unterquert den Tiergarten mit der Straße des 17. Juni. Es folgt die Teilanschlussstelle Kemperplatz in Höhe der Tiergartenstraße. Der Tunnel endet an den Uferstraßen des Landwehrkanals (Reichpietschufer/George-C.-Marshall-Brücke). Die Anschlussstellen Invalidenstraße und Kemperplatz sind als Linksausfahrt ausgebildet. Weiterhin schließen das Parkhaus am Hauptbahnhof sowie die Logistikzufahrten zum Sony-Center und zum debis-Gebäude unterirdisch an den Tunnel an.
Der Tunnel bildet den westlichen Abschnitt des Innenstadtrings. Er ist ein Teilstück der Bundesstraße 96.

## Geschichte

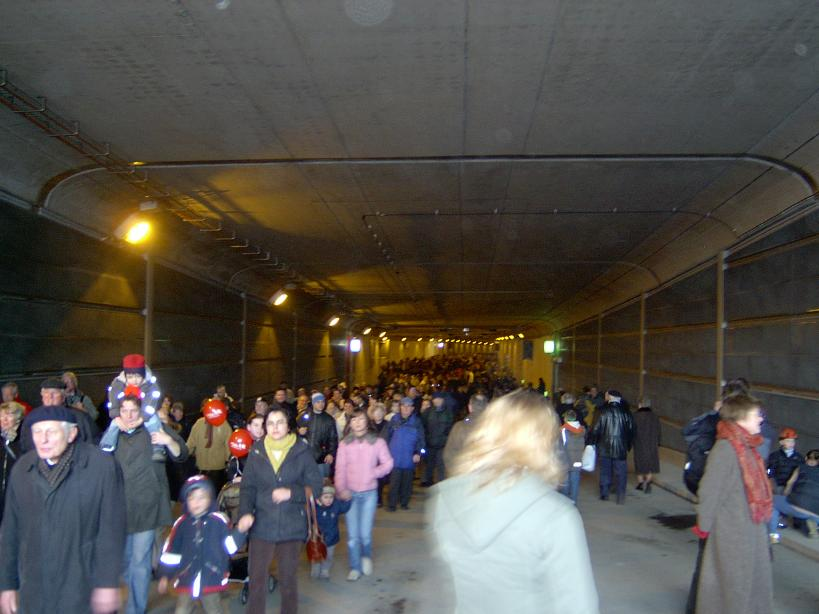
„Tag des offenen Tunnels“ am 19. März 2006

Der Tunnel Tiergarten Spreebogen wurde als Teil des als „Tiergartentunnel“ bezeichneten Komplexes von Verkehrsanlagen im zentralen Bereich von Berlin nach der Wiedervereinigung Deutschlands und der beiden Teile Berlins gebaut.
Die Baugrube wurde mittels rückverankerten Spundwänden und einer hochliegenden Dichtsohle (HDI) mit Auftriebsankern hergestellt. Nach deren Aushub – 550.000 m³ trocken sowie weitere 315.000 m³ im Grundwasser – konnte der Tunnel im Taktverfahren errichtet werden. Hierbei wurden 190.000 m³ Beton und 20.000 Tonnen Stahl verbaut. Anschließend wurde die Baugrube mit 350.000 m³ Erdreich verfüllt und die Geländeoberfläche gestaltet. Die Baukosten betrugen 390 Millionen Euro.
Die frühere Entlastungsstraße wurde durch ihn weitgehend ersetzt und deren Fläche wieder in den Tiergarten integriert.
Am 19. März 2006 konnte das Bauwerk im Rahmen eines „Tags des offenen Tunnels“ fußläufig erkundet werden. Der Tunnel wurde am 26. März 2006 für den Straßenverkehr eröffnet.

## Betrieb
Die zulässige Höchstgeschwindigkeit im Tunnel beträgt 50 km/h. Der Tunnel wird in der Tunnelleitzentrale rund um die Uhr überwacht. Er ist mit einer Videoüberwachung, Rundfunk- und Mobilfunkversorgung, 258 Wechselverkehrszeichen und Tunnellautsprechern ausgerüstet.
In der Anfangsphase nach der Eröffnung des Tunnels blieb das Verkehrsaufkommen weit hinter den prognostizierten 50.000 Fahrzeugen pro Tag zurück. Ein Jahr nach der Eröffnung hatte sich die Auslastung auf 44.000 pro Tag erhöht. Die Gesamtkapazität des Tunnels wird mit täglich 50.000 Kfz angegeben.
Der Tunnel Tiergarten Spreebogen erhielt 2007 bei einem Test des ADAC, der verschiedene Tunnel im Hinblick auf die Sicherheit bewertete, die Note „sehr gut“ und erreichte unter den geprüften Tunneln den ersten Platz in Deutschland.

## Kritik am Bauvorhaben

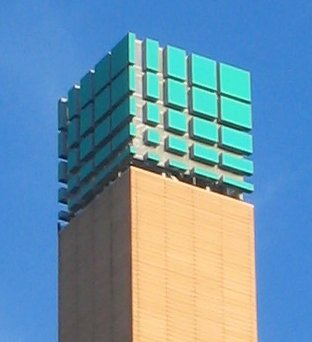
Abluftkamin am Potsdamer Platz mit debis-Logo

Der Tunnelbau war schon während der Planungen ab 1992 Gegenstand von Streitigkeiten und Gerichtsverfahren sowie öffentlicher Kontroversen. Inhaltlich standen die Umweltverträglichkeit, die Lärmbelastung für Anwohner und die prinzipielle Notwendigkeit bzw. ausreichende Dimensionierung des Vorhabens im Mittelpunkt.
Im Jahr 1995 wurde ein Eilantrag auf Baustopp von einem Naturschutzbund (Berliner Landesarbeitsgemeinschaft Naturschutz e. V.) und mehreren Mietern von Wohnungen im Bereich des Bauvorhabens gestellt, der vom Bundesverwaltungsgericht abgelehnt wurde.
Weiterer Kritikpunkt sind die enormen Bau- und Unterhaltungskosten des Straßentunnels. Der Bau des Straßentunnels kostete rund 390 Millionen Euro, der Unterhalt jährlich 750.000 Euro. Zum Vergleich: Berlin gab im Jahr 2006 insgesamt 67,2 Millionen Euro für Straßenbau und 115,4 Millionen Euro für Reparaturen und Instandhaltung der Straßen aus.
Die Abgase aus dem Tunnel werden ungefiltert über Abluftkamine am Hauptbahnhof und am Potsdamer Platz ausgestoßen. Auf den Einbau einer Filtertechnik für 5,4 Millionen Euro wurde verzichtet.

## Mögliche Erweiterungen
Die Trasse des Tunnels entspricht einem Teilstück der jahrzehntelang vom West-Berliner Senat geplanten und dann verworfenen Westtangente. In deren Fortführung könnte das südliche Ende des Tiergartentunnels verlängert werden, dabei angrenzend zum Verlauf der Eisenbahn am Südausgang des Nord-Süd-Tunnels verlaufend, und am Sachsendamm mit dem nördlichen Ende der bestehenden A 103 nach Steglitz verbunden werden. Aufgrund historisch gewachsener politischer Kontroversen um die Westtangente ist dieser Weiterbau nicht geplant, auch die angeregte Vorleistung einer kreuzungsfreien Ausfahrt am Südausgang wurde verworfen.

## Sonstiges
Bereits 2004 – zwei Jahre vor seiner Inbetriebnahme – wurde der Tunnel Tiergarten Spreebogen für Dreharbeiten genutzt. Im Kinofilm Die Bourne Verschwörung liefern sich mehrere Fahrzeuge darin eine wilde Verfolgungsjagd. Die Szene spielt zwar in Moskau, wurde aber im Berliner Tunnel-Rohbau gedreht.
Im Jahr 2010 wurden Aufnahmen für den Bushido-Film Zeiten ändern dich gemacht.
Außerdem wurden für den Film Who Am I – Kein System ist sicher aus dem Jahr 2014 Aufnahmen im Tunnel Tiergarten Spreebogen gemacht.